# Laufen, Basel-Landschaft
Laufen (franska: Laufon [loːfɔ̃]) är en ort och kommun i distriktet Laufen i kantonen Basel-Landschaft i Schweiz. Kommunen har 5 974 invånare (2023).